# Iranische Platte

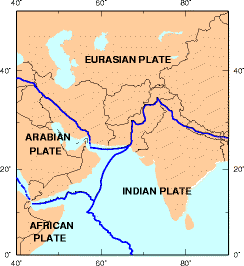
Plattengrenzen im Raum Mittelasien

Übersicht Lithosphärenplatten der Erde

Die Iranische Platte ist eine kleine Lithosphärenplatte, ein Teil einer Kontinentalplatte in Asien. Solche kleinen Platten werden auch als Mikroplatten bezeichnet. Sie liegt als Anteil im Süden der Eurasischen Platte. Die Indische Platte liegt im Osten, die Arabische Platte im Süden  und die Anatolische Platte im Westen. Auf der Iranischen Platte liegen vor allem das Iranische Hochland, der größte Teil von Afghanistan, der Westen Pakistans und ein Teil der Ost-Türkei. Der Südwesten des Iran ist Bestandteil der Arabischen Platte, die Naht von Iranischer und Arabischer Platte läuft mitten durch den Zagros, und taucht südwärts in den Golf von Oman ab. Die Naht zur Indischen Platte folgt gezackt der Ostabdachung Belutschistans gegen die Indus-Tiefebene, und geht im Raum Kaschmir in die Hauptnaht des Himalaya über. Gegen die zentraleurasische Masse ist die Plattengrenze weniger ausgeprägt. Das Iranische Hochland selbst ist, obschon in den alpidischen Gebirgsgürtel eingebettet, vermutlich nicht der alpidischen Orogenese zuzuordnen, sondern eher in Zusammenhang mit der Bildungen von Ural und Hajar (Omanzug) zu sehen.
Durch die zahlreichen Plattengrenzen und tektonischen Störzonen ist in der Region mit schweren Erdbeben zu rechnen.